# Parawithius iunctus
Parawithius iunctus är en spindeldjursart som beskrevs av Beier 1932. Parawithius iunctus ingår i släktet Parawithius och familjen Withiidae. Inga underarter finns listade i Catalogue of Life.